# François Pierre-Alype
Marie François Jules Alype dit François Pierre-Alype, nascut l'11 d'abril de 11 a Sant-Denis, mort el 5 de febrer de 1956 a Suresnes, fou un funcionari francès a l'administració colonial i a continuació prefecte. Igualment fou periodista.

## Biografia
Era el nebot del diputat dels Establiments francesos de l'Índia de 1881 a 1898, Louis Alype dit Pierre-Alype (1846-1906).

### Recorregut en l'administració colonial
Va integrar l'administració colonial l'any 1906, com cap de gabinet del governador de la Reunió, a continuació com a comissionat d'afers indígenes a l'Àfrica Occidental Francesa (AOF) l'any 1908. Va co-dirigir a continuació, amb Georges Boussenot, el periòdic La Presse coloniale, fins al 1915. Entre 1914 i 1916 fou cap-adjunt del gabinet del sots-secretari d'Estat a les Belles Arts. El 1916-1917, fou cap adjunt del gabinet del ministre de les Colònies i a continuació comissari-adjunt de la República en l'oest-africà l'any 1918.
Esdevingué proper de Léonce Lagarde, antic ambaixador a Etiòpia, al que va rebre a la seva casa de la Baule, a Bretanya. El 1922, Pierre-Alype va dirigir una missió oficial a Etiòpia del Sindicat França-Abissínia i, al seu retorn a la metròpoli va participar, el 1923, a l'equip francès encarregat de sostenir l'adhesió d'Etiòpia a la Societat de Nacions (SDN). El 1924 va organitzar la visita a França de Tafari Makonnen, futur emperador Haile Selassie. Esdevingué a continuació delegat a París de l'alt-commissionat de la República francesa a Síria. Del 9 de febrer de 1926 al 28 d'abril de 1926 va assegura de Damasc, de manera interina, la direcció de l'Estat de Síria, al si d'un triumvirat civil posat en marxa per Henry de Jouvenel. Aquest període fou marcat per una insurrecció dels drusos contra el mandat francès. Després de buscar algun notable sirià per dirigir Síria, finalment el 26 d'abril de 1926 es va posar al front del govern i de l'estat al príncep Ahmad Nami.
A continuació fou nomenat al si del Consell superior de les Colònies i va fer igualment la funció de comissari a l'exposició colonial de 1931. El gener de 1933, ocupant la funció de director del gabinet del ministre del Treball i de Previsió Social, Albert Dalimier, fou promogut al grau de comandador de la Legió d'Honor. Esdevingué a continuació governador de la Costa Francesa dels Somalis del 15 de juny de 1937 al 30 de maig de 1938, mentre que Etiòpia fou envaïda pels italians; a continuació fou governador de l'illa de Guadalupe del 29 de novembre de 1938 al 21 de febrer de 1940.

### Integració al cos prefectoral de la metròpoli
Cridat a la metròpoli per l'antic ministre de les Colònies esdevingut aleshores ministre de l'Interior, Albert Sarraut, fou nomenat prefecte del departament del Charente Marítim al començament de la Segona Guerra Mundial, el febrer de 1940, i va adquirir una reputació de anticomunista. Esdevingué a continuació, per decisió del ministre de l'Interior del règim de Vichy, Adrien Marquet, prefecte del departament de Gironda d'agost de 1940 a maig de 1942. La tria d'aquesta prefectura de la qual el ministre del Interior era també el primer edil, mostrava la confiança de la qual disposava. Pierre-Alype fou un petainiste convençut que va aplicar de manera rigorosa les circulars i instruccions del govern de Vichy. En el marc d'aquestes funcions a Gironda, es va comprometre vigorosament en l'aplicació de les polítiques de col·laboració i de Revolució nacional, ajudat del seu director de gabinet adepte a les teories de Maurras i de l'Acció Francesa. Multiplica les investigacions i és sobretot sospitós d'haver-hi fet internar al camp de Mérignac a gitanos i estrangers i a continuació a comunistes, sindicalistes, i dels resistents de la primera hora. Es creu que va fer designar, entre aquests presos, als otages entregats als alemanys i afusellats com a exemple al camp de Souge en revenja per atemptats de la Resistència. L'1 de maig de 1942, Pierre Laval el va reemplaça per Maurici Sabatier, acompanyat d'un nou secretari general, Maurici Papon.
Probablement la seva destitució es va deure més a una relació més en més conflictiva amb Adrien Marquet, alcalde de Bordeus i antic ministre de l'Interior d'un govern Laval precedent (aquell govern que fins i tot havia nomenat a Bordeus).
En fugida al final de la guerra, fou condemnat a mort per contumàcia pel tribunal de justícia de Bordeus el 21 d'octubre de 1946 per haver mantingut «voluntàriament en temps de guerra intel·ligència amb una potència estrangera». Es presenta més tard espontàniament davant el parquet militar del Cherche-Midi i fou absolt el 20 de febrer de 1955 pel tribunal militar de París.

## Obres
- La provocation allemande aux colonies, 1915, Berger-Levrault, 244 p.
- L'Éthiopie et les convoitises allemandes: la politique anglo-franco-italienne, 1917, Berger-Levrault, 285 p.
- Pròleg de La Syrie et la France, de Paul Roederer, 1917, Berger-Levrault, 140 p.
- Sous la couronne de Salomon: L'empire des négus, de la reine de Saba à la Société des nations, 1935 (1ère édition : 1925), Plon, 312 p.